# Yayladağı Gümrük Kapısı
Koordinaten: 35° 54′ 19,4″ N, 36° 0′ 40″ O
Yayladağı Gümrük Kapısı (auch Yayladağı Sınır Kapısı) ist ein türkischer Grenzübergang an der Grenze zwischen der Türkei und Syrien. Er ist der westlichste der Übergänge an dieser Grenze und liegt westlich von Yayladağı, Provinz Hatay, an der türkischen Straße D 825. Auf dem syrischen Gebiet liegen Kesab nördlich und das Dorf an-Nabʿain westlich des Grenzübergangs.
Der Zollbezirk Yayladağı wurde im Jahr 1938 gebildet. Mit Kabinettsbeschluss aus dem Jahr 1958 wurde der Grenzübergang eingerichtet. Die Gebäude stammen ebenfalls aus dieser Zeit. Nach dem Anschlag von Reyhanlı im Jahr 2013 wurde der Grenzübergang geschlossen.